# Liam Fox
Liam Fox (født 22. september 1961 i East Kilbride i Skotland) er en britisk politiker, der i 2016 stillede op som kandidat til posten som leder af det britiske Konservative Parti. Han blev ikke valgt, men kort tid efter blev han minister for international handel.

## Valget af  David Camerons efterfølger
Posten som Det Konservative Partis leder blev ledig, da David Cameron den 24. juni 2016 varslede, at han ønskede at gå af som partileder og premierminister senere på året. 
Fristen for at tilmelde sig som kandidat blev fastsat til den 30. juni 2016. Ved fristens udløb var der opstillet fem kandidater: Stephen Crabb, Liam Fox, Michael Gove, Andrea Leadsom og Theresa May.
Liam Fox blev stemt ud allerede den 5. juli 2016, og den samme aften trak Stephen Crabb sig. Michael Gove blev stemt ud den 7. juli. Andrea Leadsom trak sig den 11. juli. Theresa May blev (konservativ partileder og) premierminister den 13. juli 2016. 

## Medlem af Underhuset
Siden 1992 har Liam Fox været medlem af Underhuset. Han var først opstillet i Woodspring og fra 2010 i North Somerset. Kredsene er stort set sammenfaldende, og de ligger i Somerset, South West England.

## Ministerposter
Liam Fox var forsvarsminister fra 12. maj 2010 til 14. oktober 2011.
Liam Fox blev minister for international handel den 13. juli 2016 i Regeringen Theresa May.

## Konservativ partisekretær
Liam Fox var organisatorisk formand (partisekretær) for det konservative parti i 2003-2005.